# Костел св. Апостола Томаша в Кракові
50°03′45″ пн. ш. 19°56′27″ сх. д. / 50.0624° пн. ш. 19.9409° сх. д.
Костел св. Апостола Томаша – римо-католицький конвентуальний костел, розташований у Кракові на вулиці Шпитальній, 14, на розі вул. Томаша 23, у Старому місті .
Храм адміністративно підпорядковується парафії Базиліки Святої Марії  .

## Історія
Цей костел був збудований на початку 17 століття. Раніше на цьому місці був дерев'яний костел братів поляків, зруйнований під час антипротестантських заворушень 23 травня 1591 року. 18 жовтня 1618 року Веспазіан Пйотровський подарував кам’яницю, розташовану на місці колишнього костелу  кармелітам на Піску, які, бажаючи мати осередок у місті, перетворили її на філіальний костел. Костел святого апостола Фоми освятив єпископ Томаш Оборський 24 вересня 1621 року. Новий покровитель був обраний не випадково – в епоху Контрреформації часто траплялося, що на місцях колишніх громад зводилися церкви чи каплиці під покровом св. Апостола Томаша. Кармеліти покинули це місце в 1787 році, ймовірно після пожежі костелу.

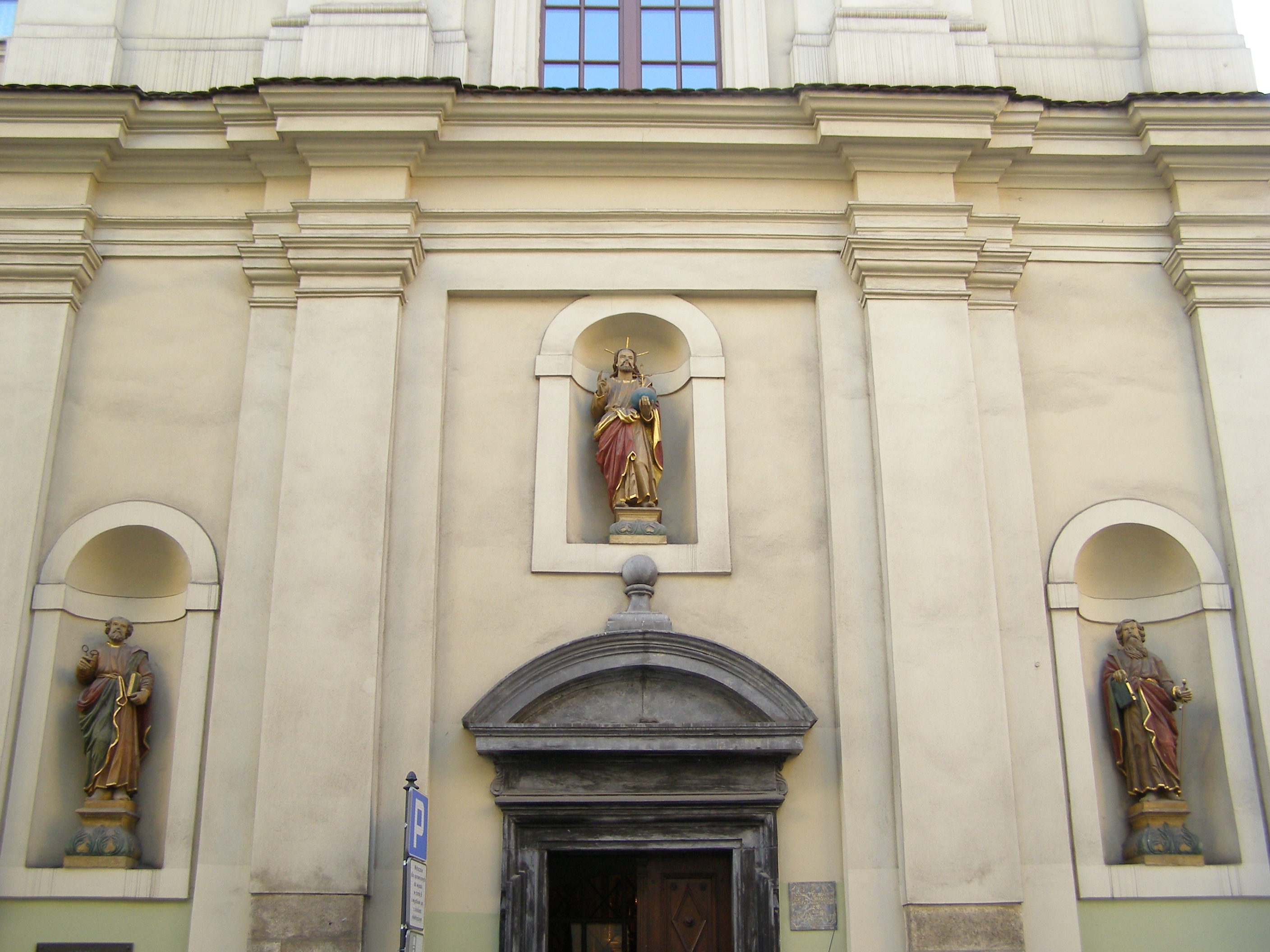
Фрагмент фасаду храму

З 1800 р. новими господарками костелу й монастиря стали канічки , які доглядали хворих у сусідньому шпиталі Св. Духа. Вони оселилися на цьому місці в 1851 році, трохи раніше, в 1828 році, були зроблені відповідні офіційні позначки в поземельній і заставній книгах про передачу церкви і прилеглої до неї території з півдня кам'яниці, де розміщувався монастир, у власність духівниць. У 1963 році костел піддався капітальній консервації. З 2018 року там зберігаються тлінні останки Преподобної Слуги Божої сестри Емануели Кальб  .

## Інтер'єр
Костел — ранньобарокова, однонавна, трипрольотна будівля, перекрита склепінням із люнетами. Фасад храму двоярусний, портал, що веде до внутрішнього простору, виконано з дембніцького мармуру в першій половині XVII ст. Над нею в нішах встановлені кам'яні статуї Христа, а також св. Петра і св. Павла з того ж періоду, спочатку вкриті поліхромією, знятою у 1933 році.
У маленькому притворі  - барокова фігура Ісуса Милосердного, перенесена сюди з костелу Св. Духа .
У головному вівтарі знаходиться образ Матері Божої Шкапулярної, також є образ Яна Бонковського, який зображує зішестя Святого Духа, написаний в 1932 році.
Ліворуч, у бічному вівтарі, розміщене на фоні картини з видом Єрусалиму розп’яття середини XVII ст., також перенесене з храму св. Духа, і традиція пов'язувала його зі святою особою Німфою Сухонською (1688-1709), яка прославилася порятунком жертв чуми 1707-1709 років. Її жертвою стала сама сестра Німфа, яка померла 6 червня 1709 року. Її прах поховали в склепах під церквою Св. Духа, в монастирі можна побачити сучасний портрет Німфи Сухоньської роботи Яна Бонковського 1931 року. Ліворуч від входу є сповідь бл. Емануеля Калба .
У бічному вівтарі з правого боку зображено Діву Марію з Немовлям в оточенні святих, серед яких: пророк Ілля (покровитель ордену кармелітів), пророк Єлисей, св. Діонісій , св. Кирило та монах з макетом місцевої церкви.

Бароковий амвон початку XVIII століття зі статуеткою ангела в накінченні.

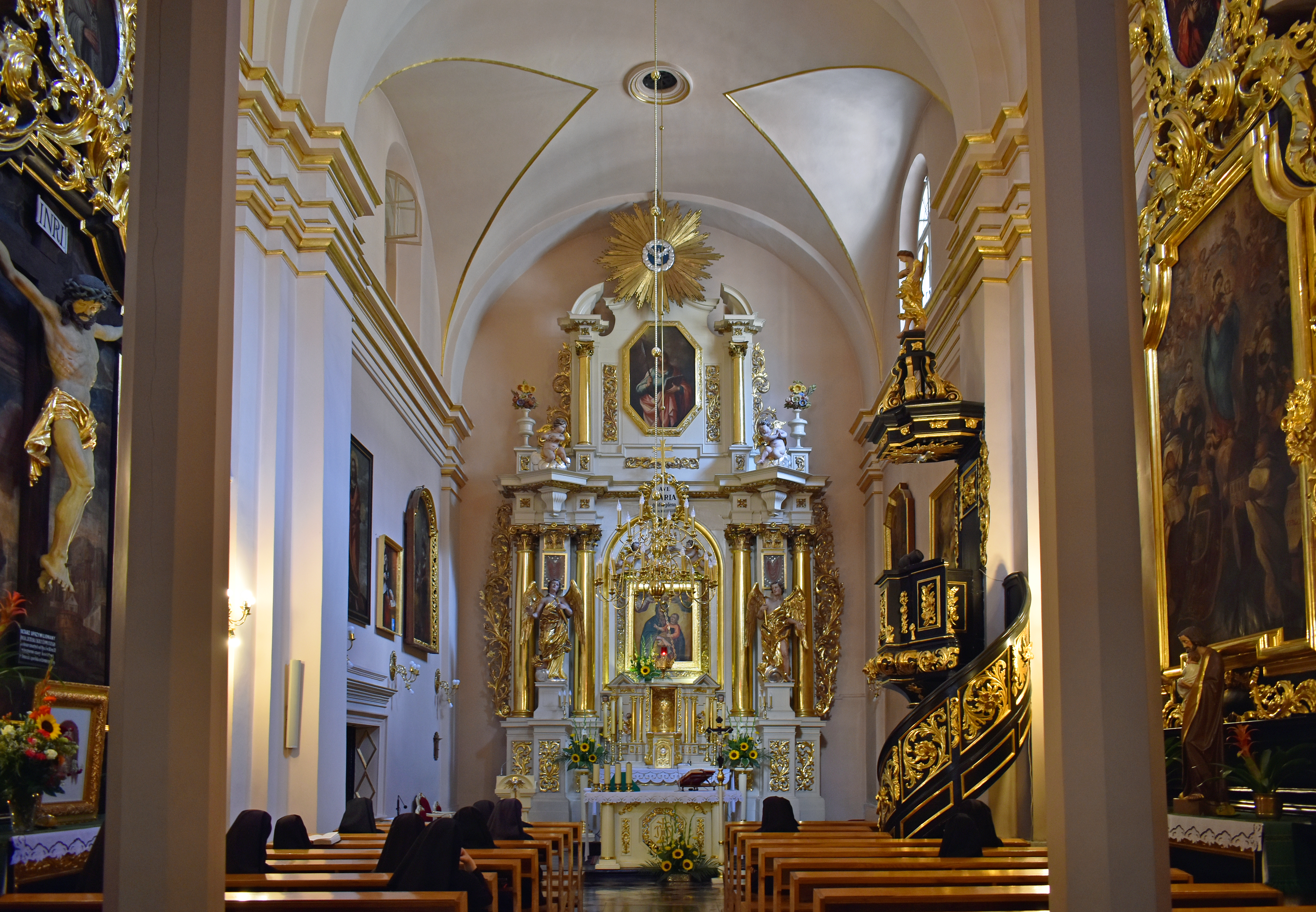
Інтер'єр храму
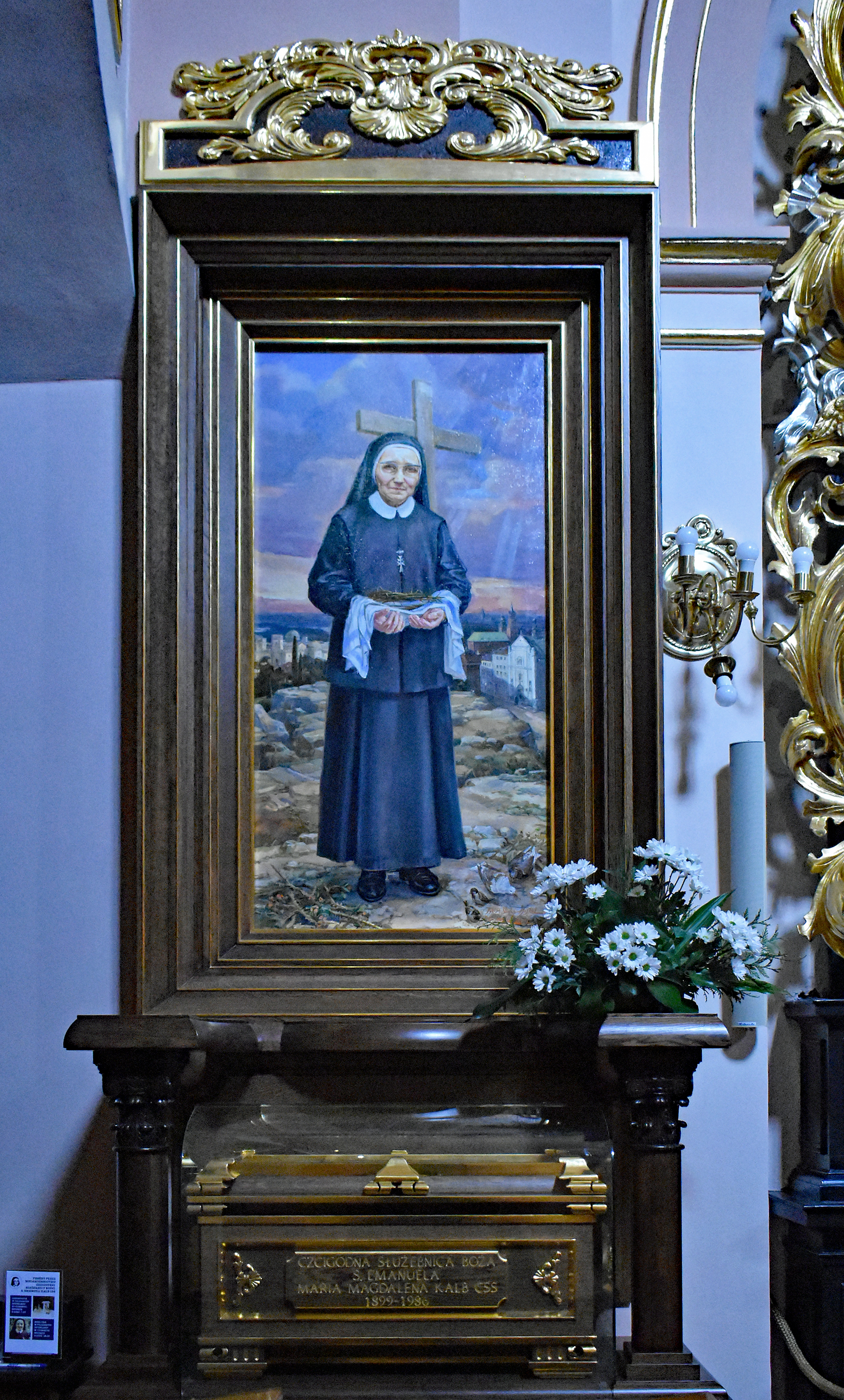
Сповідь бл. Емануели Калб

## Виноски
1. ↑  Реєстр пам'яток
2. ↑  , Parafia pw. Wniebowzięcia Najświętszej Maryi Panny w Krakowie, "Kościoły rektoralne"
3. 1 2  , Zgromadzenie Sióstr Kanoniczek Ducha Świętego, "Kościół św. Tomasza Apostoła"